# Triclistus albicinctus
Triclistus albicinctus là một loài tò vò trong họ Ichneumonidae.